# 宇都宮工業短期大学
宇都宮工業短期大学（うつのみやこうぎょうたんきだいがく）は、栃木県 宇都宮市石井町2753に本部を置いていた日本の国立大学である。1961年に設置され、1965年に廃止された。

## 概要

### 大学全体
- 栃木県 宇都宮市に所在した日本の国立短期大学[1]。
- 1961年に開学、当初は2学科体制で入学総定員120名。1963年度より学科の増設により3学科、入学総定員160名に増員するも、この年度の入学生を最後に[注釈 1]、1965年に短期大学としての使命を終える[注釈 2]。

### 学風および特色
- 当短大が設置されるまでは栃木県内には理工系の高等教育機関がなかった。そのため、それの設置を望む県民に応えるべく、1960年8月31日に「宇都宮工業短期大学設置期成同盟設立準備委員会」が開催されたことにはじまる[3]。中堅技術者養成をねらいに設置された[注 2]。

## 沿革
- 1961年
  - 4月1日 宇都宮工業短期大学が以下の学科体制にて開学する[注 3]
    - 機械科 入学定員80名
    - 電気科 入学定員40名
- 1963年
  - 4月1日 工業化学科[注 4]を増設[7]。今年度をもって受け入れ終了[注釈 1]。
- 1965年
  - 3月31日 左記を以て廃止[注釈 2]。

## 基礎データ

### 所在地
- 栃木県宇都宮市石井町2753

### 年度別学生数

#### 通学課程
- 学生数はその該当年度の5月1日時点でのデータである。

| -        | 機械科    | 電気科   | 工業化学科 | 出典     |
| -------- | --------- | -------- | ---------- | -------- |
| 入学定員 | 80        | 40       | 40         | -        |
| 総定員   | 160       | 80       | 80         | -        |
| 1961年   | ？        | ？       | -          | [ 注 5 ] |
| 1962年   | 男140     | 男64 女3 | -          | [ 11 ]   |
| 1963年   | 男133 女1 | 男62 女1 | 男34 女2   | [ 12 ]   |
| 1964年   | 男58 女1  | 男34 女1 | 男32 女2   | [ 13 ]   |

## 教育および研究

### 組織

#### 学科[注 6]
- 機械科 入学定員80名
- 電気科 入学定員40名
- 工業化学科 入学定員40名

#### 専攻科
- なし

#### 別科
- なし

## 大学関係者と組織

### 大学関係者一覧
歴代学長
- 萩原雄祐

## 施設

### キャンパス
- 当時、校舎は鉄筋コンクリート造3階建となっていた[14]。

### 学生食堂
- 鉄筋コンクリート造りで平屋建て80坪程度であった[14]。